# Listen
Listen（リスン）は、2003年（平成15年）11月にソニーから発売されたコンポーネントシステムのブランド名である。また1974年に誕生した日本初のシステムコンポシリーズでも使われていた愛称である。

## 概要
音へのこだわりを持つユーザー（主に大人）をターゲットに、音質やデザイン面で高級志向のコンポないしはマイクロコンポとして展開された。このため、アルミの押し出し材を使用したり、それまでコンポでは導入されなかったスーパーオーディオCD(SACD)の再生に対応している。
実勢価格は4万円台（SE3）から9万円台（SE9）程度であり、それまで市販されていた単品コンポーネント機器のSACDプレーヤーと同等かそれよりも廉価な価格設定だった。
売上実績については公表されていないが、2004年初夏にSE3が生産完了品となった後、2005年にハワード・ストリンガーがソニーCEOに就任した頃に全機種生産完了となり、Listenは後継機種が発売されずに終焉した。同氏が陣立てしたリストラ計画（AIBOなどの生産中止）との関連は不明である。

## 主な特徴
- SACDの再生に対応
- CD-R/RWに記録したMP3再生にも対応している。
- DVDビデオ再生部ではプログレッシブ（480p）出力に対応したD端子（コンポーネント端子）を装備している。また、CD-R/RWに記録したJPEG画像をテレビに出力することにも対応している。
- MDデッキ部はATRAC／ATRAC3 DSP TYPE-Sを搭載。但し、SoundGateと異なり2バイト文字（全角文字）表示には対応していない。
- アンプ部にコンポとしては初めてS-Masterデジタルアンプを搭載し、小型化と大出力化に成功した。但し、CMT-SE7では搭載していない。
- カセットデッキ部（SE3には非装備）はノーマルテープのみ・ドルビーNR非対応というエントリーモデルと同等の機能であった。

## 発売された機器
CMT-SE9
- SACD/CD，アンプ（S-masterデジタルアンプは6チャンネル搭載）と、NetMD対応MD，カセットの2ボックス
- MPEG-2 AAC，ドルビープロロジックⅡ，デジタルシネマサウンド（シネマスタジオEXモード）を搭載している。
- フロント・センター・サラウンドスピーカー（後方）、スーパーウーファーの6本のスピーカーが付属し、標準でSACDとDVDビデオプレーヤーの5.1ch再生（→ホームシアター）に対応している。フロントスピーカーには「ナノファイントゥイーター」が装備されている。

CMT-SE7（シルバー/ホワイト）
- SACD/CD，アンプ，NetMD対応MDの1ボックス
- シルバーとホワイトのカラーバリエーションがあり、シルバーではCMT-SE9のフロントスピーカーと同じものが、ホワイトではラウンドシェイプ型のスピーカーが付属している。

CMT-SE3
- SACD/CD，アンプの1ボックス（S-masterデジタルアンプは2チャンネル搭載）
- 木目調2Wayバスレフ型スピーカーが付属。
- 非搭載であるMD（Net MD）・カセットは専用オプションのMDS-SE9（SE9の同デッキと同じ1ボックス）を追加し2ボックスとすることで利用できる。

## CM
都会の大階段などを行き交うサラリーマン達の群衆の映像に「いつのまにか大人になって、いつのまにか音楽のそばにいない」「Adults Only Audio Listen」というキャッチコピーが映し出される「群衆編」がテレビCMとして制作され、発売時と2004年の7月前後（ボーナスシーズンでもあった）に放送された。
BGMに、シンディ・ローパーのタイム・アフター・タイム（過ぎ去りし想い）を使用した15秒・30秒の2バージョンと、MISIAの「つつみ込むように…」を使用した15秒バージョンの3パターンが制作された。